# Młodzieżowe Drużynowe Mistrzostwa Polski na Żużlu 1988
Młodzieżowe Drużynowe Mistrzostwa Polski 1988 – zawody żużlowe, mające na celu wyłonienie medalistów młodzieżowych drużynowych mistrzostw Polski w sezonie 1988. Rozegrano eliminacje w czterech grupach oraz finał.

## Finał
- Bydgoszcz, 14 września 1988
- Sędzia: Stanisław Pieńkowski

| Msc |                                                                                        | Drużyna / Zawodnik                            | Biegi                | Punkty |
| --- | -------------------------------------------------------------------------------------- | --------------------------------------------- | -------------------- | ------ |
| 1   |                                                                                        | Falubaz Zielona Góra                          | Falubaz Zielona Góra | 33+3   |
| 1   | Jarosław Szymkowiak Sławomir Dudek Zbigniew Błażejczak Dariusz Michalak Marek Molka    | (2,0,2,3) (3,3,2,1) (3,3,3,1) (u/-) (1,2,2,2) | 7 9 10+3 0 7         |        |
| 2   |                                                                                        | Polonia Bydgoszcz                             | Polonia Bydgoszcz    | 33+2   |
| 2   | Waldemar Cieślewicz Jacek Woźniak Tomasz Gollob Jacek Gomólski Tomasz Kornacki         | (u/-) (2,3,3,3) (2,3,3,2) (3,2,3,3) (1,0,d,0) | 0 11 10 11+2 1       |        |
| 3   |                                                                                        | Apator Toruń                                  | Apator Toruń         | 20     |
| 3   | Mirosław Kowalik Jacek Krzyżaniak Krzysztof Kuczwalski Robert Pruss Mariusz Strzelecki | (1,1,0,1) (0,2,2,2) (3,2,1,3) (0,1) (1,0)     | 3 6 9 1 1            |        |
| 4   |                                                                                        | ROW Rybnik                                    | ROW Rybnik           | 10     |
| 4   | Andrzej Musiolik Wojciech Momot Michał Janik Dariusz Fliegert Robert Wosz              | (1,0,0,2) (w,0,0,0) (0,1,1,1) (1,2,1,0)       | 3 0 3 4 ns           |        |